# Diocèse de Roseau
Le diocèse de Roseau (en latin : dioecesis Rosensis ; en anglais : diocese of Roseau), aussi appelé diocèse catholique romain de Roseau, est une église particulière de l'Église catholique dans la Caraïbe. Son territoire recouvre la Dominique. Son siège est à Roseau. Il appartient à la province ecclésiastique de l'archidiocèse de Castries et est membre de la Conférence épiscopale des Antilles.

## Histoire
Le diocèse a été érigé le 30 avril 1850 par le pape Pie IX, sur le territoire du vicariat apostolique de Trinité-et-Tobago, qui était en même temps élevé au rang d'archidiocèse métropolitain, sous le nom de l'archidiocèse de Port-d'Espagne. À l'origine le siège de Roseau était suffragant de l'archidiocèse de Port-d'Espagne lui-même. Le 16 janvier 1971, il a donné une partie de son territoire pour l'érection du diocèse de Saint John's (aujourd'hui, le diocèse de Saint John's-Basseterre). Le 18 novembre 1974, il devient une partie de la province ecclésiastique de l'archidiocèse de Castries.
La cathédrale est Notre-Dame de Fair Haven (en), située à Roseau. On trouve à Pointe-Michel une église importante de pèlerinage, l’église Saint-Luc, aussi sanctuaire Notre-Dame-de-La-Salette, qualifiée de « sanctuaire national » en 1983 par l’évêque de Roseau d’alors, Arnold Boghaert (en).

### Évêques
- 1851-1855 : Michael Monaghan[3]
- 1856-1858 : Désiré Michel Vesque[4]
- 1858-1878 : René-Charles Poirier c.i.m.[5]
- 1879-1900 : Michael Naughten[6]
- 1902-1921 : Philip Schelfhaut c.s.s.r.[7]
- 1922-1957 : Giacomo Moris c.s.s.r.[8]
- 1957-1993 : Arnold Boghaert c.s.s.r.[9]
- 1994-2001 : Edward Joseph Gilbert c.s.s.r.[10]
- 2002-2022 : Gabriel Malzaire[11]
- 2022-2024 : vacance
- 2024-... : Kendrick Forbes[12]